# جوش مارتش
جوش مارتش (بالإنجليزية: Josh March) هو لاعب كرة قدم بريطاني، ولد في عقد 1990. لعب مع فوريست غرين.